# 新古典金屬
新古典金屬（英語：Neo-classical metal）是重金屬音樂的一種分支，在音樂風格、演奏及編曲上受到西洋古典音樂的極大影響。音樂中常有高技術性的演奏，或是加入知名古典音樂的橋段或元素。瑞典音樂家殷維·馬姆斯汀（Yngwie Malmsteen）在1980年代為新古典金屬的發展做出極大的貢獻。

## 在重金屬音樂中的定義
新古典金屬在表現的層次上不同於傳統的古典音樂，以古典音樂作為創作概念與改編歌曲的前提為主，加上金屬樂團的樂器配置、快速強烈的演奏技術，形成特殊的一種重金屬音樂的展現，不以艱深難懂的音樂理論來彰顯其存在，而是以年輕人喜愛的搖滾、重金屬方式呈現，讓普羅大眾也能以輕鬆的角度去認識古典元素，進而激發對古典音樂的興趣，在音樂表現上多採用了和聲小調、旋律小調以及次屬七和弦。

### 傳統古典音樂對於新古典一詞的定義
古典樂中的新古典主義音樂代表著音樂上的現代主義，流行時期是在兩次世界大戰之間。這類型的音樂可視為對19世紀浪漫主義音樂（特別是理察·華格納的音樂）的反動。作曲者如伊戈爾·斯特拉文斯基與保羅·興德米特，將古典音樂元素與他們獨特的和聲語彙與節奏變化融合在一起。另一方面，新古典金屬音樂並未限制自己回到古典藝術的規範，如要求音樂的平衡或形式。事實上，比起古典主義音樂，新古典金屬受到巴洛克音樂及浪漫主義音樂更大的影響。因此，新古典金屬與新古典主義音樂並不相同。新古典金屬將「古典」這個字視為一般民眾所認知的西方古典音樂－從巴洛克、浪漫主義到早期現代主義的作品－而不是古典主義音樂的復興。因此，有些人認為「新古典」的名稱是不適當的，容易使人誤解，然而僅僅某些堅持名詞解釋的古典音樂擁護者、傳統音樂理論家與極端愛好者，宣稱會產生所謂的誤解，多數的聽眾不至於將幾世紀前的傳統古典音樂與現代的新古典金屬音樂混淆。

## 音樂歷史與影響
在1980年代時，就已有最純粹的新古典金屬。但在之前，新古典金屬就已存在於許多重金屬音樂家的音樂風格之中。早期受到古典樂影響的硬搖滾和重金屬音樂的知名音樂人有 瑞奇·布萊克摩爾、 尤利·強·洛德、蘭迪·羅斯、麥克·宣科 和布賴恩·梅。這種演奏風格以吉他手為主，但也有其他樂器的樂手，如鍵盤手 瑞奇·威克曼。從搖滾樂出現以來，電吉他的演奏技巧就快速發展，而在1970年代以前，新古典金屬所需要的演奏技巧並不存在。到了80年代，搖滾樂的吉他技巧發展到最高峰。新古典金屬為人所熟知的，是源自於西洋古典樂的高超技巧與理論面。新古典金屬的普及化及成長，與吉他速彈運動風氣的上升有密切的關係，許多新古典金屬吉他手的演奏靈感來自於古典音樂家，像是尼可羅·帕格尼尼、約翰·塞巴斯蒂安·巴赫和弗雷德里克·肖邦。

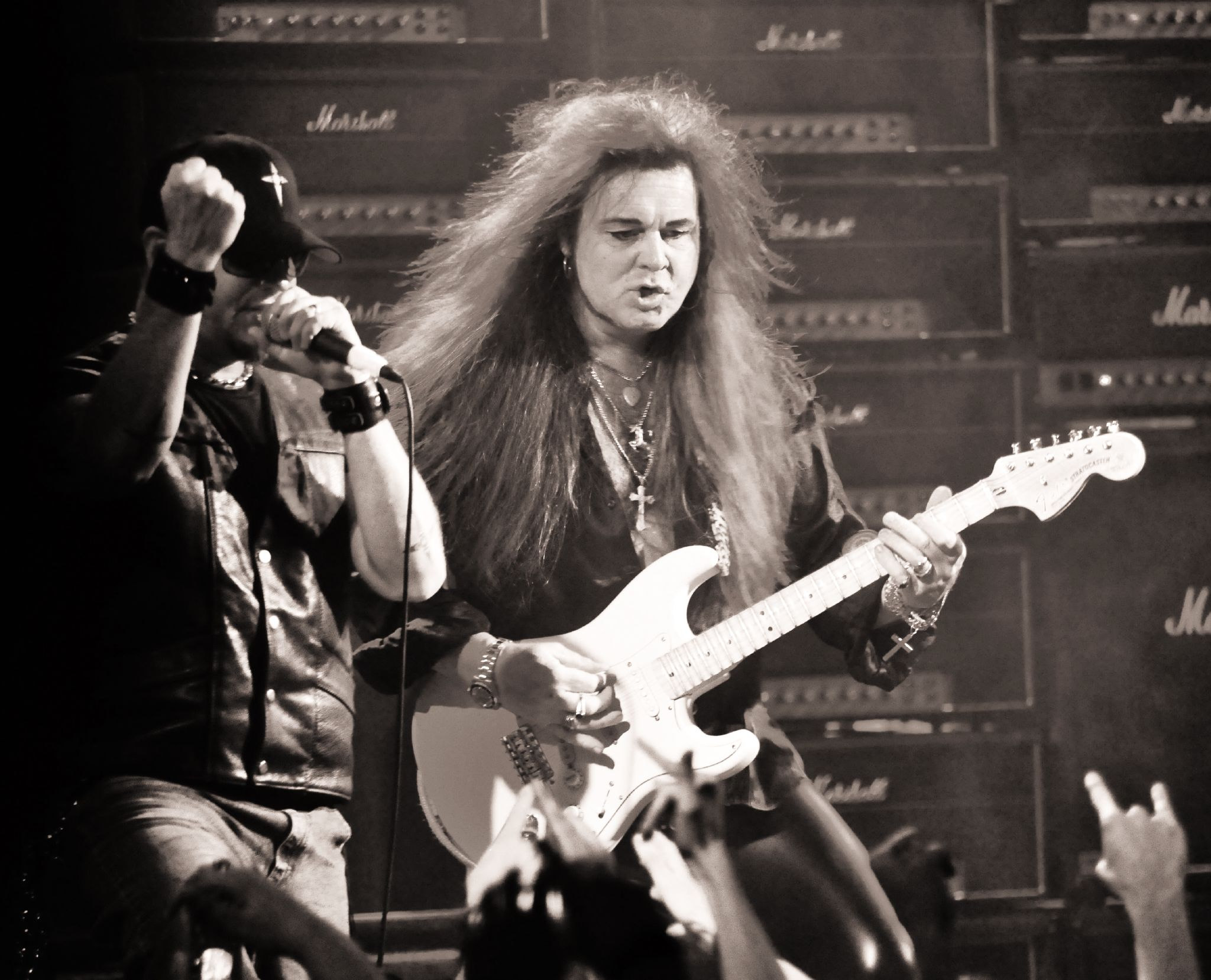
殷維·馬姆斯汀演奏新古典金屬

瑞典吉他手殷維·馬姆斯汀被多數人認為是最原始的新古典金屬形式的創立者。他在青少年時期受到了搖滾和巴洛克兩種音樂風格的影響，特別是韋華第、韓德爾和巴哈的音樂。1982年，Shrapnel Records 的 Mike Varney 將殷維的音樂引進美國。
新古典金屬的黃金時代是在1980年代晚期，當時許多吉他手與 Shrapnel Records 簽約成為旗下藝人，包括殷維·馬姆斯汀、東尼·麥考潘 、菲尼·摩爾、保罗·吉尔伯特、桂格·豪伊、喬伊·塔佛拉、大衛·賈斯提恩、傑森·貝克和馬帝·菲曼。這些音樂家大部分都走向殷維·瑪姆斯汀在80年代早期至中期的演奏形式。
許多樂團選擇作為一個整體，而拋棄過去的獨奏音樂家形式。一些知名的新古典金屬音樂家或樂團有 麥克·安奇洛、喬·史丹、大衛·凡迪斯、李康敏、X交響樂樂團、騰雲樂團、緩慢樂章樂團、金屬啟示錄和死神悍將。有些主流金屬樂團也稍微受到了新古典金屬的影響，像是死神之子、Between the Buried and Me、The Human Abstract 和 Protest the Hero。
現在，新古典金屬經常改編古典音樂作品，並以樂團的形式演奏。主要是巴洛克音樂、古典主義音樂和浪漫主義音樂，其獨特的音樂及技巧能有效地融入搖滾之中。常用的古典樂技巧有對位和持續音等等。

## 外部連結
- 新古典金屬論壇